# Monaster Przemienienia Pańskiego na Wyspie Kamiennej
Monaster Przemienienia Pańskiego na Wyspie Kamiennej – prawosławny męski klasztor na Wyspie Kamiennej na Jeziorze Kubieńskim, w jurysdykcji eparchii wołogodzkiej Rosyjskiego Kościoła Prawosławnego.

## Historia
Według tradycji klasztor został założony w połowie XIII stulecia przez księcia Gleba Biełozierskiego, który pragnął w ten sposób upamiętnić swoje ocalenie – na Wyspie Kamiennej schronił się przed burzą, jaka zaskoczyła go na jeziorze. Między XV a XVII wiekiem do monasteru niejednokrotnie trafiały osoby popadające w niełaskę u władców Rosji. W tych okolicznościach w klasztorze został uwięziony były metropolita moskiewski Warłaam oraz ks. Joann Nieronow, jaki znalazł się w konflikcie z patriarchą Nikonem. W 1481 powstał główny sobór monasterski pod wezwaniem Przemienienia Pańskiego, z trzema ołtarzami: Wszystkich Świętych Wołogodzkich i św. Jana Chrzciciela w części górnej oraz Trzech Świętych Hierarchów (urządzony w 1850) w dolnej. Kolejna cerkiew klasztorna pod wezwaniem Ikony Matki Bożej „Ukój Mój Smutek” powstała w 1543. Znajdowała się ona na niższej kondygnacji dzwonnicy przylegającej do refektarza klasztornego.

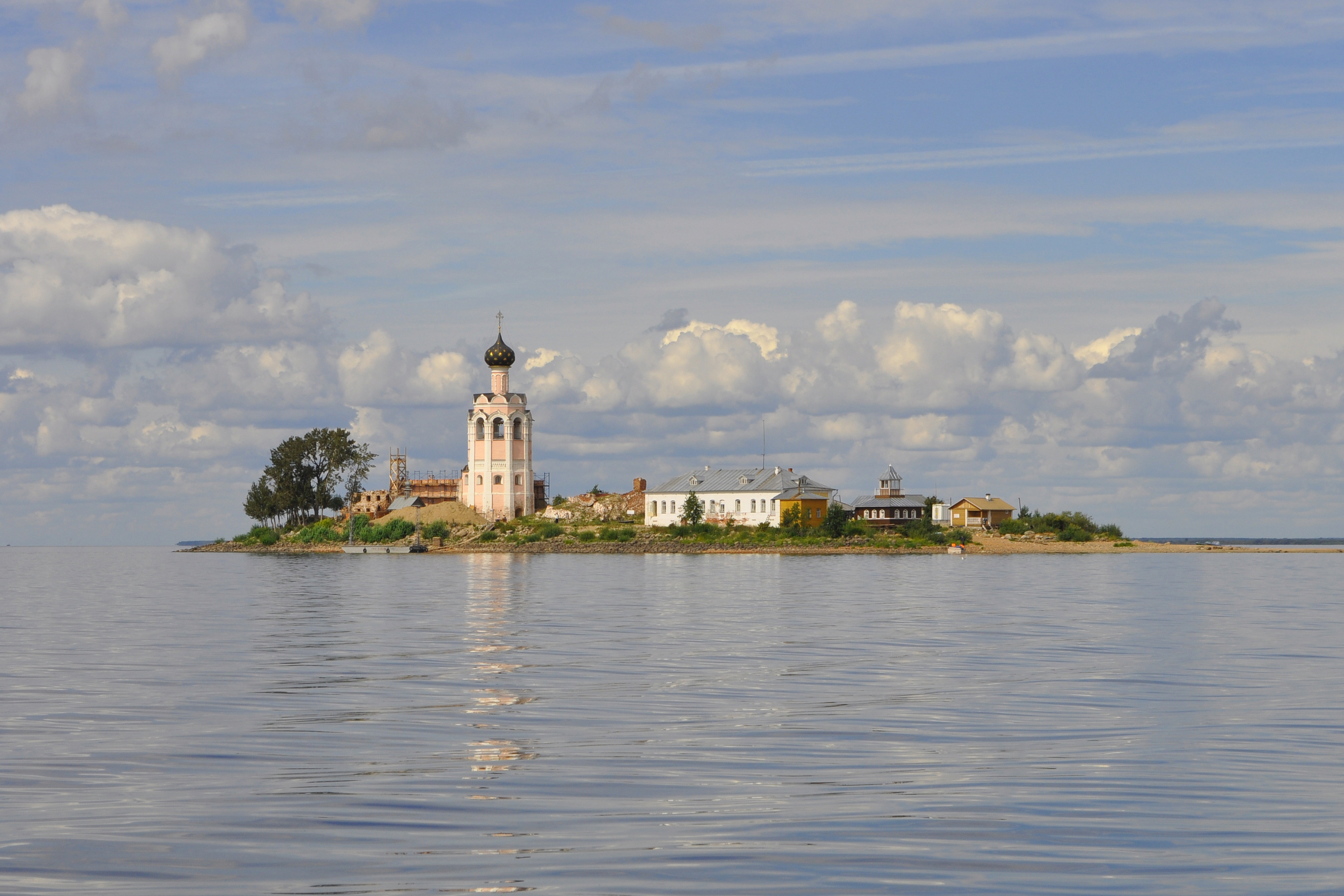
Wyspa Kamienna w 2013

W 1774 monaster został zamknięty, jednak w 1801 car Paweł I polecił jego reaktywację pod zmienioną nazwą Bieławińskiej Pustelni Przemienienia Pańskiego. Do pierwotnej nazwy wspólnota wróciła w 1892. Klasztor został zlikwidowany w 1925 i zaadaptowany na kolonię dla niepełnoletnich, następnie uległ zniszczeniu w czasie pożaru. W 1930 wysadzono w powietrze sobór Przemienienia Pańskiego w celu pozyskania cegieł.
Po upadku ZSRR zainicjowana została odbudowa monasteru. W 1998 na jego terenie wzniesiono drewnianą kaplicę Wszystkich Świętych Wołogodzkich.
Postanowieniem Świętego Synodu Rosyjskiego Kościoła Prawosławnego, 6 października 2017 r. monaster został reaktywowany. Przełożonym wspólnoty mianowano ihumena Dionizego (Wozdwiżenskiego).